# Elecció papal de 1227
L'elecció papal de 1227 es va convocar després de la mort d'Honori III el 18 de març de 1227 a Roma i va acabar amb l'elecció de Gregori IX.
Els cardenals presents a Roma es van reunir al Septizodium el dia després de la mort d'Honori III i van decidit elegir el nou papa per compromissum, el que significa que no participarien en l'elecció tots els cardenals, sinó que tots ells acordarien un comitè de cardenals que tindrien la responsabilitat d'elegir el nou pontífex, el mateix procediment que s'havia fet servir a l'elecció papal de 1216. El comitè va nomenar tres cardenals, entre els quals hi havia els cardenals-bisbes Ugolino di Segni i Conrad d'Urach (el nom del tercer no es va registrar). Inicialment el comitè va elegir Conrad d'Urach amb dos vots de tres, però ell va rebutjar el nomenament. Després la resta de cardenals van elegir per unanimitat Ugolino di Segni, l'altre membre del comitè, el 19 de març de 1227. Va acceptar el nomenament a contracor i va prendre el nom de Gregori IX. L'historiador Bandhold assegura que només es pot comprovar que Konrad von Urach va formar part del comitè, però no Ugolino.
El nou papa va rebre el pal·li a la basílica de Sant Pere del Vaticà el 21 de març de 1227, i el mateix dia va ser entronitzat a la basílica del Laterà. L'11 d'abril de 1227 el seu parent Ottaviano Conti di Segni, arxidiaca, el va coronar a la basílica de Santa Maria Major.

## Participants
Probablement 15 dels 18 cardenals van participar en l'elecció. Probablement tres cardenals es van absentar.
| Elector                        | Títol                                        | Elevat           | Elevador           | Altres títols                                     | Notes                                  |
| ------------------------------ | -------------------------------------------- | ---------------- | ------------------ | ------------------------------------------------- | -------------------------------------- |
| Ugolino di Segni               | Bisbe d'Ostia i Velletri                     | 19 desembre 1198 | Papa Innocenci III | Degà del Col·legi Cardenalici                     | Cardenal-nebot; elegit Papa Gregori IX |
| Pelagio Galvani                | Bisbat d'Albano                              | ca. 1206/1207    | Papa Innocenci III |                                                   |                                        |
| Nicola de Chiaramonte, O.Cist. | Bisbe de Frascati                            | 6 gener 1219     | Honori III         |                                                   |                                        |
| Konrad von Urach, O.Cist.      | Bisbe de Porto i Santa Rufina                | 6 gener 1219     | Honori III         |                                                   | Elegit Papa però va declinar           |
| Oliver von Paderborn           | Bisbe de Sabina                              | Setembre 1225    | Honori III         |                                                   |                                        |
| Guido Pierleoni                | Bisbe de Palestrina                          | 18 desembre 1204 | Papa Innocenci III | Arxipreste de la Basílica de Sant Pere del Vaticà |                                        |
| Guala Bicchieri, C.R.S.P.      | Sacerdot de SS. Silvestro e Martino ai Monti | 18 desembre 1204 | Papa Innocenci III | Protoprevere                                      |                                        |
| Stefano di Ceccano, O.Cist.    | Sacerdot de SS. XII Apostoli                 | 19 maig 1212     | Papa Innocenci III |                                                   |                                        |
| Tommaso da Capua               | Sacerdot de S. Sabina                        | 5 març 1216      | Papa Innocenci III | Penitenciari major                                |                                        |
| Ottaviano dei Conti di Segni   | Diaca de SS. Sergio e Bacco                  | 27 maig 1206     | Papa Innocenci III | Protodiaca                                        | Cardenal-nebot                         |
| Rainiero Capocci, O.Cist.      | Diaca de S. Maria in Cosmedin                | 5 març 1216      | Papa Innocenci III |                                                   |                                        |
| Stefano de Normandis dei Conti | Diaca de S. Adriano                          | 5 març 1216      | Papa Innocenci III |                                                   | Cadenal-nebot                          |
| Gregorio Crescenzi             | Diaca de S. Teodoro                          | 5 març 1216      | Papa Innocenci III |                                                   |                                        |
| Gil Torres                     | Diaca de SS. Cosma e Damiano                 | 18 febrer 1217   | Honori III         |                                                   |                                        |
| Pietro Capuano                 | Diaca de S. Giorgio in Velabro               | 1219             | Honori III         |                                                   |                                        |

### Absents
| Elector                        | Títol                        | Elevat       | Elevador           | Notes |
| ------------------------------ | ---------------------------- | ------------ | ------------------ | --- |
| Stephen Langton                | Cardenal S.R.E.              | 27 maig 1206 | Papa Innocenci III | Arquebisbe de Canterbury 1207-1228; va renunciar al seu titulus de S. Crisogono després de rebre la consagració episcopal el 1207; cardenal extern |
| Giovanni Colonna di Carbognano | Sacerdot de S. Prassede      | 27 maig 1206 | Papa Innocenci III | Rector de Spoleto |
| Romano Bonaventura             | Diaca de S. Maria in Portico | 5 març 1216  | Papa Innocenci III | Legat papal al sud de França |